# Saint-Didier-en-Bresse
Saint-Didier-en-Bresse – miejscowość i gmina we Francji, w regionie Burgundia-Franche-Comté, w departamencie Saona i Loara.
Według danych na rok 1999 gminę zamieszkiwały 154 osoby, a gęstość zaludnienia wynosiła 13 osób/km² (wśród 2044 gmin Burgundii Saint-Didier-en-Bresse plasuje się na 753. miejscu pod względem liczby ludności, natomiast pod względem powierzchni na miejscu 841.).